# Campeonato Mundial de Patinaje de Velocidad sobre Hielo en Distancia Individual de 2011
El XIII Campeonato Mundial de Patinaje de Velocidad sobre Hielo en Distancia Individual se celebró en Inzell (Alemania) entre el 10 y el 13 de marzo de 2011 bajo la organización de la Unión Internacional de Patinaje sobre Hielo (ISU) y la Federación Alemana de Patinaje sobre Hielo.
Las competiciones se realizaron en la Arena Max Aicher de la ciudad bávara.

## Medallistas

### Masculino
| Evento                          | Oro                                                               | Plata                                                               | Bronce                                                                 |
| ------------------------------- | ----------------------------------------------------------------- | ------------------------------------------------------------------- | ---------------------------------------------------------------------- |
| 500 m (13.03)                   | Lee Kyou-Hyuk Corea del Sur 69,10 s                               | Joji Kato Japón 69,42 s                                             | Jan Smeekens · Países Bajos · 69,43 s                                  |
| 1000 m (11.03)                  | Shani Davis Estados Unidos 1:08,45                                | Kjeld Nuis · Países Bajos · 1:08,67                                 | Stefan Groothuis · Países Bajos · 1:08,73                              |
| 1500 m (10.03)                  | Håvard Bøkko · Noruega · 1:45,04                                  | Shani Davis Estados Unidos 1:45,09                                  | Lucas Makowsky · Canadá · 1:45,22                                      |
| 5000 m (11.03)                  | Bob de Jong · Países Bajos · 6:15,41                              | Lee Seung-Hoon Corea del Sur 6:17,45                                | Ivan Skobrev · Rusia · 6:17,47                                         |
| 10 000 m (12.03)                | Bob de Jong · Países Bajos · 12:48,20                             | Bob de Vries · Países Bajos · 13:04,62                              | Ivan Skobrev · Rusia · 13:08,17                                        |
| Persecución por equipos (13.03) | Shani Davis Trevor Marsicano Jonathan Kuck Estados Unidos 3:41,72 | Denny Morrison · Lucas Makowsky · Mathieu Giroux · Canadá · 3:41,85 | Bob de Vries · Jan Blokhuijsen · Koen Verweij · Países Bajos · 3:43,44 |

### Femenino
| Evento                          | Oro                                                                       | Plata                                                                    | Bronce                                                                   |
| ------------------------------- | ------------------------------------------------------------------------- | ------------------------------------------------------------------------ | ------------------------------------------------------------------------ |
| 500 m (13.03)                   | Jenny Wolf · Alemania · 75,93 s                                           | Lee Sang-Hwa Corea del Sur 76,17 s                                       | Wang Beixing China 76,39 s                                               |
| 1000 m (12.03)                  | Christine Nesbitt · Canadá · 1:14,84                                      | Ireen Wüst · Países Bajos · 1:15,42                                      | Heather Richardson Estados Unidos 1:15,45                                |
| 1500 m (11.03)                  | Ireen Wüst · Países Bajos · 1:54,80                                       | Diane Valkenburg · Países Bajos · 1:56,27                                | Jorien Voorhuis · Países Bajos · 1:57,30                                 |
| 3000 m (10.03)                  | Ireen Wüst · Países Bajos · 4:01,56                                       | Martina Sáblíková · República Checa · 4:02,07                            | Stephanie Beckert · Alemania · 4:04,28                                   |
| 5000 m (12.03)                  | Martina Sáblíková · República Checa · 6:50,83                             | Stephanie Beckert · Alemania · 6:54,99                                   | Claudia Pechstein · Alemania · 7:00,90                                   |
| Persecución por equipos (13.03) | Christine Nesbitt · Brittany Schussler · Cindy Klassen · Canadá · 2:59,74 | Ireen Wüst · Diane Valkenburg · Marrit Leenstra · Países Bajos · 3:00,43 | Stephanie Beckert · Isabell Ost · Claudia Pechstein · Alemania · 3:01,82 |

## Medallero
| Núm. | País            | Oro | Plata | Bronce | Total |
| ---- | --------------- | --- | ----- | ------ | ----- |
| 1    | Países Bajos    | 4   | 5     | 4      | 13    |
| 2    | Canadá          | 2   | 1     | 1      | 4     |
| 2    | Estados Unidos  | 2   | 1     | 1      | 4     |
| 4    | Corea del Sur   | 1   | 2     | 0      | 3     |
| 5    | Alemania        | 1   | 1     | 3      | 5     |
| 6    | República Checa | 1   | 1     | 0      | 2     |
| 7    | Noruega         | 1   | 0     | 0      | 1     |
| 8    | Japón           | 0   | 1     | 0      | 1     |
| 9    | Rusia           | 0   | 0     | 2      | 2     |
| 10   | China           | 0   | 0     | 1      | 1     |
|      | TOTAL           | 12  | 12    | 12     | 36    |